# Деньги чрезвычайных обстоятельств

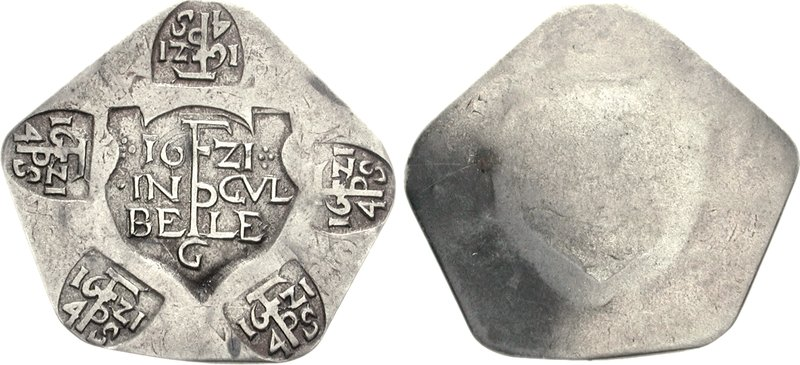
20 штюберов 1621, осада Юлиха

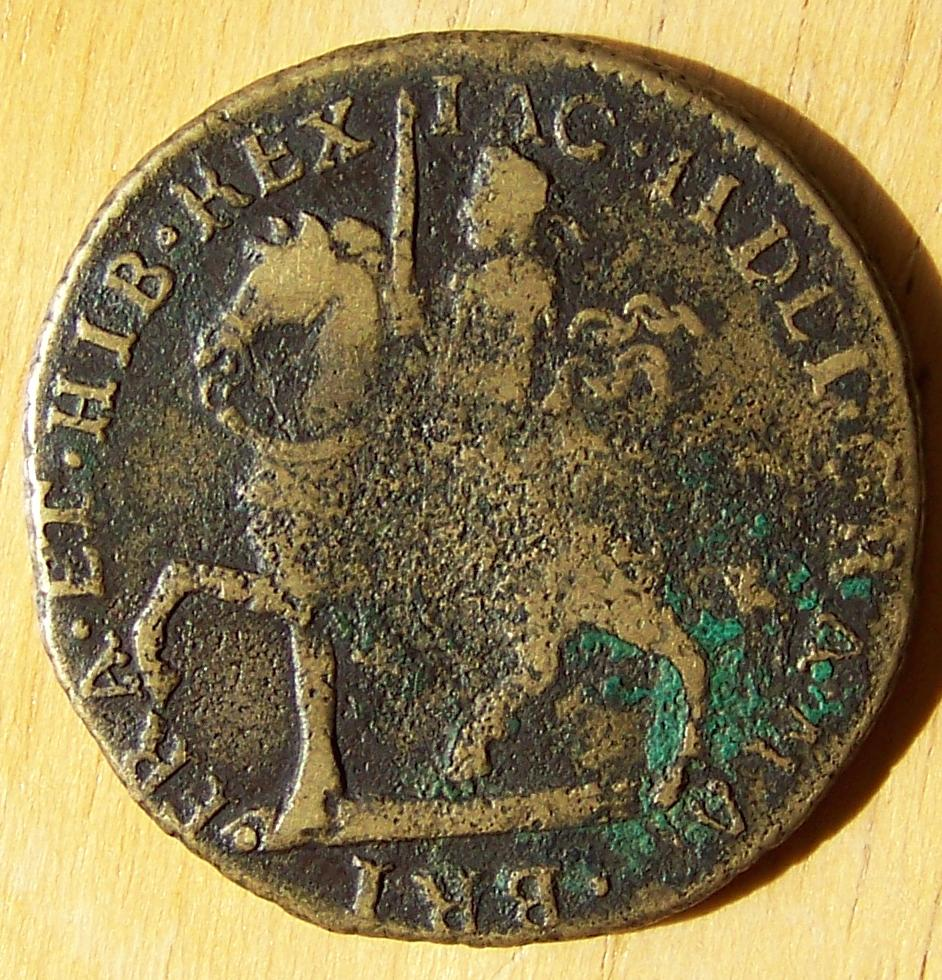
«Пушечные деньги» Якова II в Ирландии

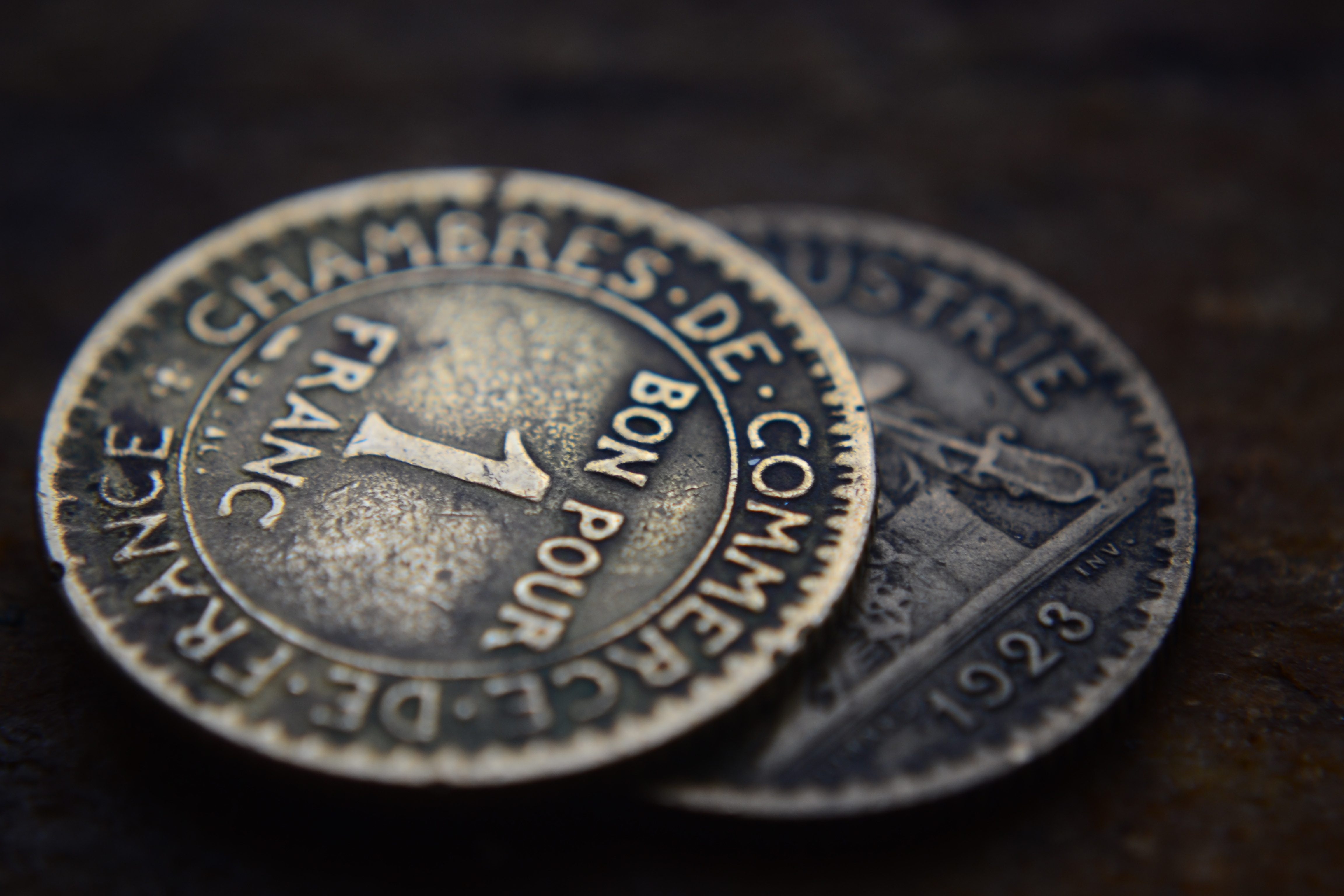
Боны торгово-промышленной палаты Франции (1921 и 1923 гг.)

Чрезвычайные деньги — специальные платёжные средства (боны и токены), выпущенные в оборот местными органами или частными компаниями для покрытия нехватки денежных средств, и признаваемые (де-факто) властью как эквивалент обычных денег. В отличие от обычных денег, чрезвычайные выпускались с определёнными нарушениями действовавшего в то время денежного законодательства или денежных стандартов, однако с санкции или при попустительстве властей.
Наиболее известным случаем чрезвычайных денег являются нотгельды (нем. Notgeld, буквально «деньги нужды» или «вынужденные деньги», выпускавшиеся местными властями и неправительственными организациями в период с 1914 по 1924 год в Германии и других странах первоначально в связи с нехваткой мелочи при растущих ценах, а затем и гиперинфляцией. Подавляющее большинство нотгельдов (несколько тысяч разновидностей) были выпущены в Германии; ограниченное число нотгельдов имело хождение в Австрии. Тем не менее, они стали общепринятым средством оплаты на территории их обращения. Среди всех исторических чрезвычайных денег германские нотгельды наиболее многочисленны, поэтому часто слово нотгельд используется как синоним чрезвычайных денег, хотя это, строго говоря, неправильно.
Частные деньги отличаются от чрезвычайных сферой своего оборота и признания; лишь в ряде случаев, но далеко не всегда, частные деньги могут признаваться властями как платёжное средство в пределах их юрисдикции. Кроме того, появление частных денег далеко не всегда обусловлено нехваткой разменной монеты, банкнот или монетного материала, и может быть связано с иными причинами.

## Частные случаи
- Осадные деньги — выпускались в осаждённых городах, как правило, для расчёта с войсками.
- Суррогатные деньги — представляют собой использование средств, изначально не предназначенных для денежного обращения (например, хлеба, сигарет, облигаций, игральных карт и др.), в качестве платёжных средств.

## Исторические примеры
- 1646 : Англия, Осадные деньги роялистского гарнизона Нью-Арка
- 1689—1691: Ирландия, пушечные деньги (en:Gun money) сторонников Якова II
- 1700-е гг.: карточные деньги (прежде всего Новая Франция)
- 1715—1719 гг.: медный далер Гёрца в Швеции
- 1700-е гг.: колониальные токены британских колоний (главным образом в Северной Америке)[1][2]
- Конец 18 века: токены Кондера в Великобритании и Ирландии
- 1800-е гг.: выпускаемые уполномоченными банками боны и токены с номиналом в канадских фунтах (см. также Ранняя канадская банковская система)
- 1800-е гг.: юденпфенниг Рейнской области
- 1830-ее гг.: токен трудных времён в США
- 1860-ее гг.: токены Гражданской войны в США
- 1914—1918 гг.: Бельгия (монеты отдельных городов и металлические боны)
- 1915: гильзовые деньги Германской Восточной Африки
- 1914—1927 гг.: Франция и французские колонии (монеты городов и боны Торгово-промышленной палаты Франции)
- 1914—1923 гг.: немецкие нотгельды
- 1918 г.: армавирский рубль (советская власть)
- 1936—1939: региональные и местные монеты и банкноты времён Гражданской войны в Испании[3]
- Лагерные деньги Третьего рейха (в том числе деньги для гетто)
- Региональные расчётные знаки в России начала 1990-х: уральский франк, татарстанские банкноты и жетоны
- деньги-купоны бывших советских республик (запланированные к выпуску в 1991 г., до распада СССР, как чрезвычайные деньги, после распада Союза стали валютами новых независимых государств)